# Гогоцкий, Сильвестр Сильвестрович
Сильве́стр Сильве́стрович Гого́цкий (1813—1889) — русский философ, учёный, доктор философии и древней филологии, заслуженный профессор и декан историко-филологического факультета университета Св. Владимира, профессор Киевской духовной академии. Ученик Петра Авсенева. Действительный статский советник. 

## Биография
Родился 5 (17) января 1813 года в Каменце-Подольском в семье священника и преподавателя (с 1808) Подольской духовной семинарии Сильвестра Гогоцкого. Образование получил в Подольском духовном училище (1821—1827) и Подольской духовной семинарии (1827—1833) и в Киевской духовной академии (1833—1837), где на него наибольшее влияние оказали лекции Петра Авсенева, а также Ивана Скворцова по философии и Иннокентия Борисова по догматическому богословию. Латинский язык он изучил основательно ещё в семинарии.
Окончив академию по 1-му разряду, был оставлен в ней 1 сентября 1837 года учителем польского языка, а 15 декабря того же года, по утверждении в степени магистра богословия, полученной за диссертацию «Критическое обозрение учения римской церкви о видимой главе церкви», переименован в бакалавра академии. В 1839 году, с 2 апреля ему поручено было ещё преподавание немецкого языка и 2 октября он был определён действительным бакалавром немецкого языка, с увольнением от преподавания польского языка; с 15 декабря утверждён в чине коллежского асессора. В 1842 году, был уволен 9 апреля из духовного звания и 5 октября перемещён бакалавром философских наук с оставлением за ним временно и преподавания немецкого языка (до 1 февраля 1844 года).
Пожелав перейти в университет (ещё в начале 1840-х годов он подал заявление о желании читать там лекции по эстетике), Гогоцкий должен был держать дополнительное испытание по политической экономии, статистике и славянским наречиям для получения степени кандидата 1-го отделения философского факультета (признан в этой степени 29 сентября 1845 года) и экзамены магистерский и докторский (не только по философии, но и по классической филологии), чего раньше обыкновенно не требовали от профессоров, переходивших из академии в университет (по словам профессора Боброва, Гогоцкому оказывала противодействие немецкая партия). Получив степень магистра философии после защиты диссертации «О характере философии средних веков» (утверждён 31 декабря 1847 года), 12 февраля 1848 года он был утверждён доцентом при университете Св. Владимира для чтения истории новой философии и нравоучительной философии; 16 марта того же года он был утверждён в академии экстраординарным профессором по классу философских наук, с правом присутствовать в академической конференции.
В 1850 году Гогоцкий, в чине статского советника (с 23 августа того же года), был утверждён ординарным профессором духовной академии (16 октября) и получил по защите в университете диссертации «Диалектическая система Гегеля, её достоинства и недостатки» степень доктора философии и древней филологии (утверждён 20 декабря). Вследствие упразднения в университете кафедры философии, Гогоцкий перешёл 16 января 1851 года на службу в Киевский цензурный комитет, но в том же году покинул должность цензора, а также службу в академии, будучи избран в университете ординарным профессором по кафедре педагогики (утверждён 6 апреля). С 29 июля по 29 октября 1861-го был в заграничной командировке и большую часть времени провёл в Берлине, Дрездене, Кракове и Львове, причем во всех этих городах знакомился с преподаванием в университетах и средних учебных заведениях, мужских и женских (между прочим, он вошёл тогда в сношения с берлинскими учёными профессором философии К. Мишле и педагогом А. Дистервегом и со многими галицко-русскими учёными и литераторами). С июня 1862 года по 4 октября 1863 года Гогоцкий состоял деканом историко-филологического факультета и оставил эту должность до окончания срока. По истечении 25-летия его службы (1 сентября 1862 года) он был оставлен на 5-летие; 23 декабря 1866 года был произведён в действительные статские советники, а 27 ноября 1867 года уволен от службы при университете за выслугой срока.
Вскоре он вернулся в университет, будучи назначен 16 января 1869 года ординарным профессором на кафедре философии; 12 февраля 1871 года утверждён, согласно избранию Совета университета, членом попечительского совета по педагогике, 24 июля 1874 года назначен на 5-летие сверхштатным ординарным профессором (в 1879 году оставлен ещё на 5-летие) и в 1877 году получил звание заслуженного профессора. В университете он читал педагогику, логику и историю философии, а в 1877—1878 гг. временно латинский язык. Кроме того преподавал педагогику в женском училище графини Левашевой (с 13 ноября 1854 года по 6 сентября 1860 года) и историю в кадетском корпусе (с 1 сентября 1857 г. по декабрь 1861 г.), читал в 1866 году педагогику в духовной семинарии и в 1876 году частный курс психологии для воспитателей военной гимназии. В 1878 году стал учредителем Высших женских курсов, читал на них педагогику и психологию и с 1878 по 1880 год состоял председателем педагогического совета. В 1886 году тяжкая хроническая болезнь глаз заставила его прекратить чтение лекций.
Когда 1 сентября 1887 года исполнилось 50-летие учёной деятельности Гогоцкого, Киевская духовная академия на заседании 20 июля избрала его своим почётным членом.
Умер от паралича сердца 29 июня (11 июля) 1889 года в селе Неграши Киевского уезда и был погребён на кладбище Выдубицкого монастыря.

## Философские и научные взгляды
Влияние немецкой философской классики сказывается как в философских, так и в богословских трудах Гогоцкого. Он стал автором первой российской философской энциклопедии, 4-томного Философского лексикона. По мнению Гогоцкого, философия Гегеля в систематический форме выражает то движение, которым новые времена отличаются от направления средних веков. Задача нового времени — выработать разумный простор личности, развить внутреннюю жизнь в гармонии с внешнею. Это стремление Гегель и довёл до крайности в своей системе. Философия — это сама мысль, сама деятельность мысли и познания, получающая для себя содержание от соприкосновения с противостоящим ей миром как предметом или действительностью, определяемою сознающим началом; она стремится к познанию безусловного начала вещей, их внутренней связи и отношения их к этому началу. Как высшему проявлению сознательной жизни, философии свойственно развитие, которым и объясняется разнообразие её изменений. — Педагогика систематически рассматривает средства и способы, содействующие возможно лучшему развитию всех сил человека и приготовляющие его к самодеятельности и самообразованию. — Гогоцкий не был чужд и злобы дня: по разным общественным вопросам (напр. об украинофильстве) им помещено несколько заметок в периодических изданиях.
«Русский язык — наш язык; а потому мы учимся и учим на нём, как на своём языке» — говорил Гогоцкий:

это наш язык, выраставший вместе с нами, вместе с историческою нашею жизнью и её развитием, язык вырабатывавшийся общими и долговременными трудами деятелей Великой и Малой (преимущественно — юго-западной) России.
— Украйнофильство с его затеями о двутекстных учебниках

## Награды
- Орден Святого Станислава 2-й ст. (1856)
- Орден Святой Анны 2-й ст. (1859)
- Орден Святого Владимира 3-й ст. (1872)
- Орден Святого Станислава 1-й ст. (1879)
- Орден Святой Анны 1-й ст. (14 мая 1883)

## Семья
Жена Евдокия, занимавшаяся общественной деятельностью — дочь киевского городского главы Ивана Ивановича Ходунова.  Их дети:
- Любовь (1842—?)
- Ольга (1844—?)
- Владимир (1849—1869) — выпускник Киевской 1-й гимназии (1867), студент Университета Св. Владимира, умер в 1869 году от чахотки[2].